# Can’t We Be Friends?
Can’t We Be Friends? ist ein Popsong, den Kay Swift (Musik) und James Warburg (Text, unter dem Pseudonym Paul James) verfassten und 1929 veröffentlichten.

## Hintergrund

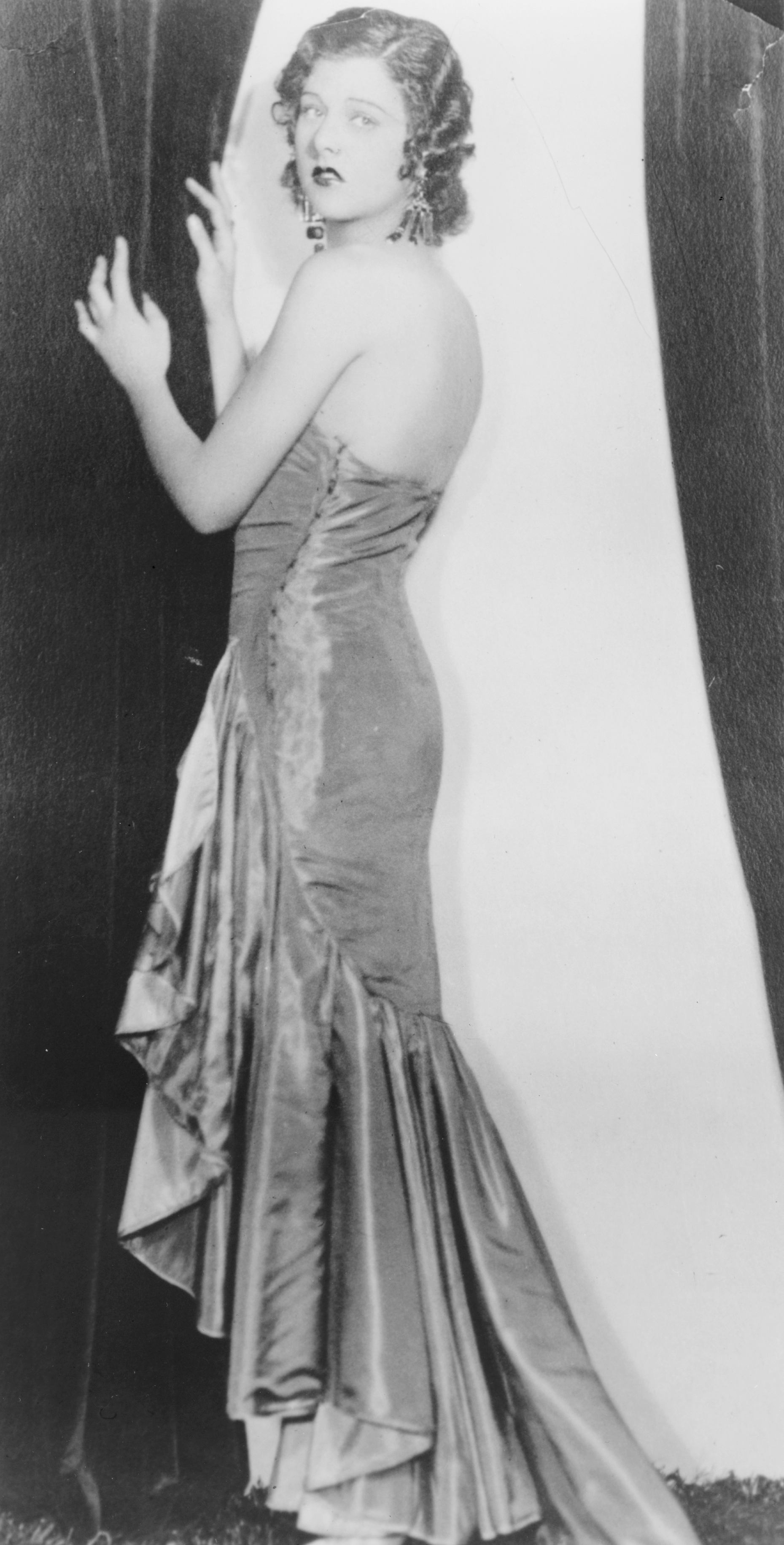
Libby Holman

Die Komponistin und Pianistin Kay Swift schrieb Can’t We Be Friends? mit ihrem Ehemann James P. Warburg (1896–1969) für die erste Ausgabe der Musikrevue The Little Show. die am 30. April 1929 im New Yorker Box Theatre Premiere hatte. Vorgestellt wurde Can’t We Be Friends? von Libby Holman. An dieser Show arbeiteten u. a. auch Fred Allen, Clifton Webb, George S. Kaufman, Arthur Schwartz, Howard Dietz und Ralph Rainger mit. Dort wurde auch Libby Holmans spätere Erkennungsmelodie Moanin’ Low vorgestellt, außerdem der Schwartz-Dietz-Song I Guess I’ll Have to Change My Plan. Der in F-Dur in der Form AABA geschriebene Song hat die Form einer „russischen Gypsy-Ballade“; die Jazzanmutung kommt durch ungewöhnlichen Anfangsakkord (G9) und einem Neapolitanischen Sextakkord zustande. „In der Tradition des Torch Songs proklamiert der Songtext eine sich selbst erfüllende Prophezeiung:“
I should have seen it,

Now it's too late!

I thought I'd found the man of my dreams.

Now it seems this is how the story ends

He's goin' to turn me down and say

Can't We Be Friends?

## Erste Aufnahmen und spätere Coverversionen
Zu den Musikern, die den Song ab 1929 coverten, gehörten neben Libby Holman, der den Song am 5. Juni 1929 für Brunswick einspielte, Leo Reisman (Victor), Red Nichols (Brunswick, mit Scrappy Lambert, Gesang), Smith Ballew (OKeh), The Georgians (Harmony), in Paris Sam Wooding und Ray Ventura (Odeon), in London Jack Hylton.
Der Diskograf Tom Lord listet im Bereich des Jazz insgesamt 196 (Stand 2015) Coverversionen, u. a. von Benny Goodman, Casa Loma Orchestra, Woody Herman and His Orchestra, Bob Crosby, Art Tatum, Ella Fitzgerald, Muggsy Spanier, Tommy Dorsey, Eddie Condon, Mildred Bailey/Ellis Larkins, Jess Stacy, Sonny Stitt, Red Norvo, Lester Young, Dizzy Gillespie/Roy Eldridge, Hal McKusick, Gene Ammons und Sarah Vaughan. Bing Crosby nahm in seiner Version des Songs (Columbia 2001D) den männlichen Standpunkt ein. Der Trompeter Harry James spielte Can’t We Be Friends? im Soundtrack des Musikfilms Young Man with a Horn (1950), was den Song in den folgenden Jahren zu einem beliebten Standard bei Jazztrompetern machte.